# Бретел
Бретел (фр. Brethel) насеље је и општина у северној Француској у региону Доња Нормандија, у департману Орн која припада префектури Мортањ о Перш.
По подацима из 2011. године у општини је живело 140 становника, а густина насељености је износила 47,14 становника/km². Општина се простире на површини од 2,97 km². Налази се на средњој надморској висини од 280 метара (максималној 273 m, а минималној 233 m).

## Демографија
| 1962. | 1968. | 1975. | 1982. | 1990. | 1999. | 2011. |
| ----- | ----- | ----- | ----- | ----- | ----- | ----- |
| 114   | 125   | 104   | 108   | 116   | 116   | 140   |

График промене броја становника у току последњих година